# Мунія іржаста
Му́нія іржаста (Lonchura punctulata) — вид горобцеподібних птахів родини астрильдових (Estrildidae). Мешкає в Південній і Південно-Східній Азії. Часто утримується в неволі.

## Опис

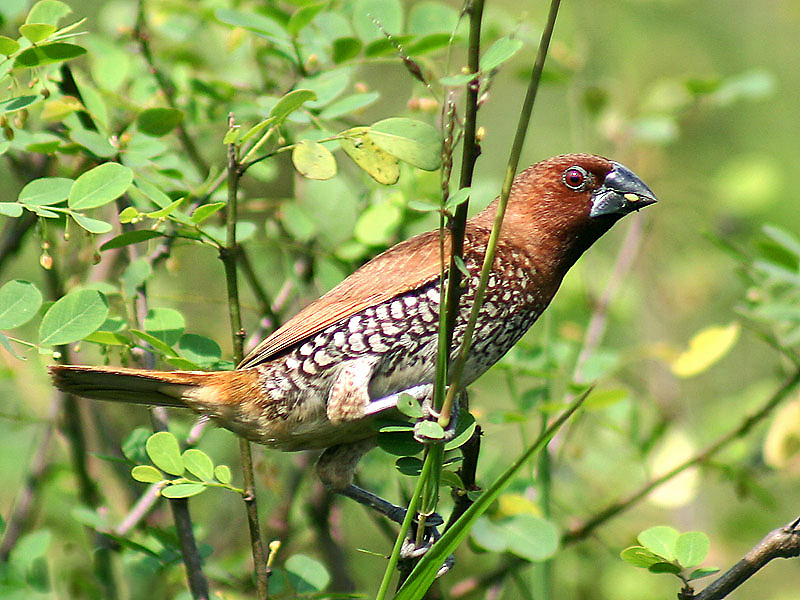
Іржаста мунія

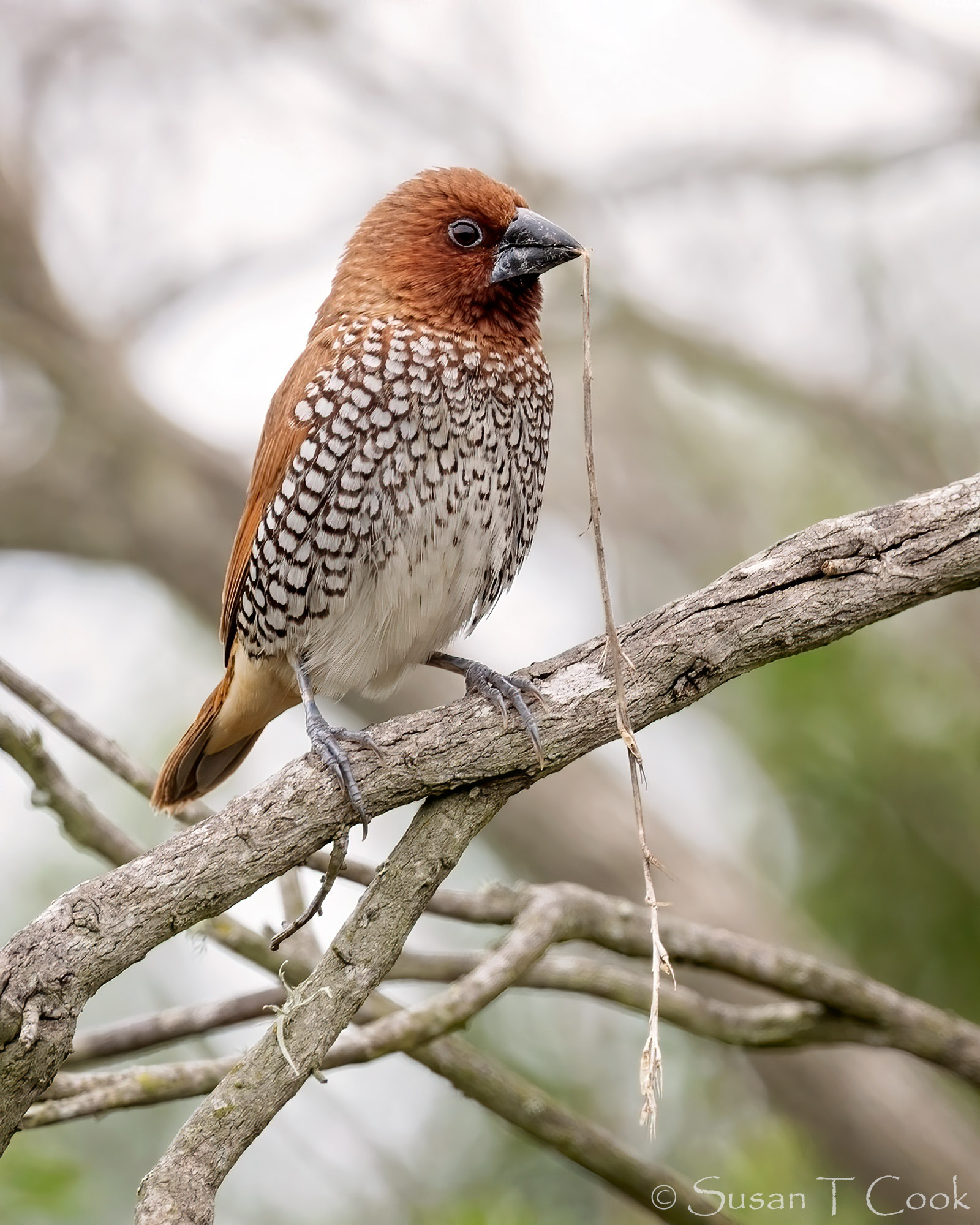
Іржаста мунія

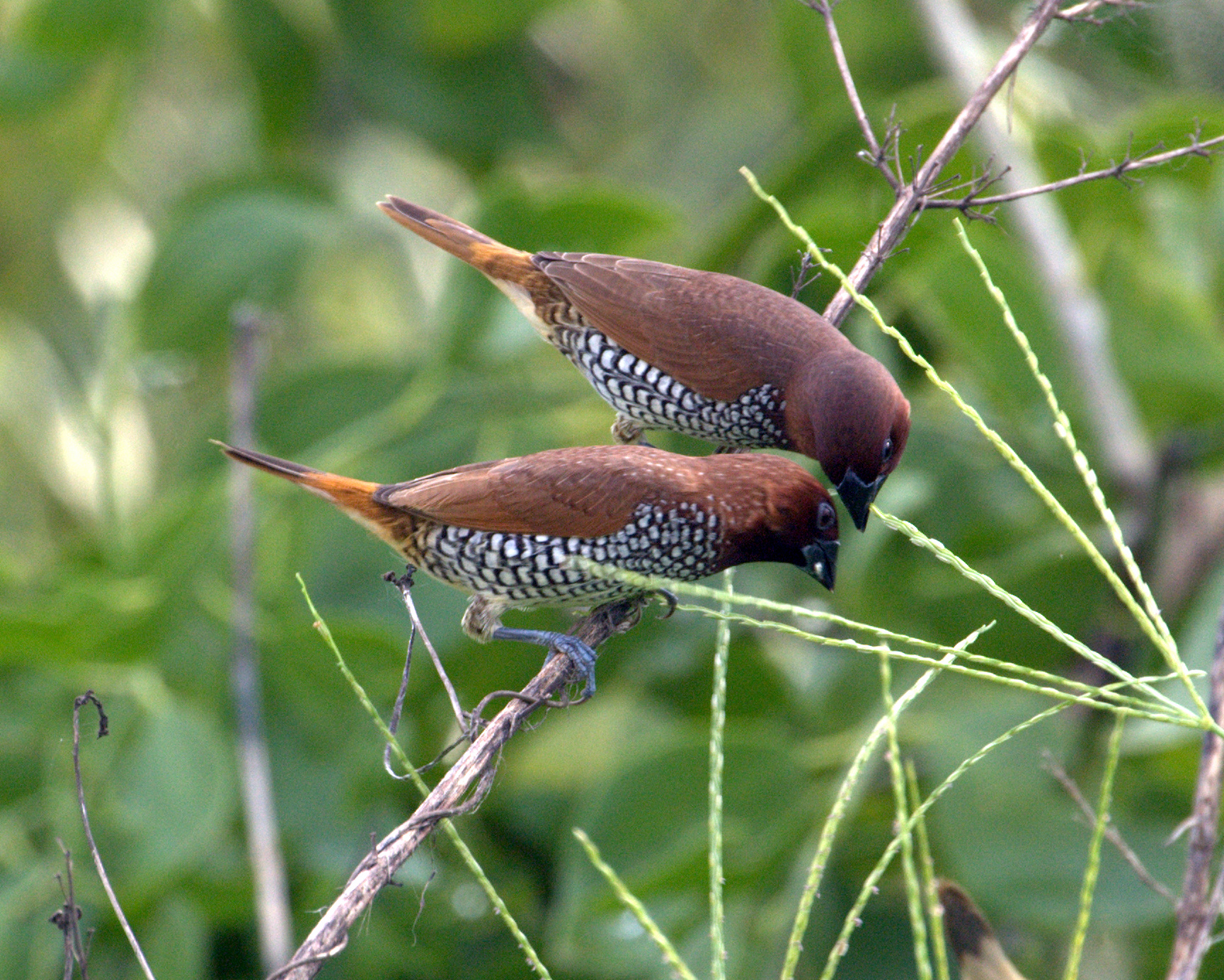
Пара іржастих муній

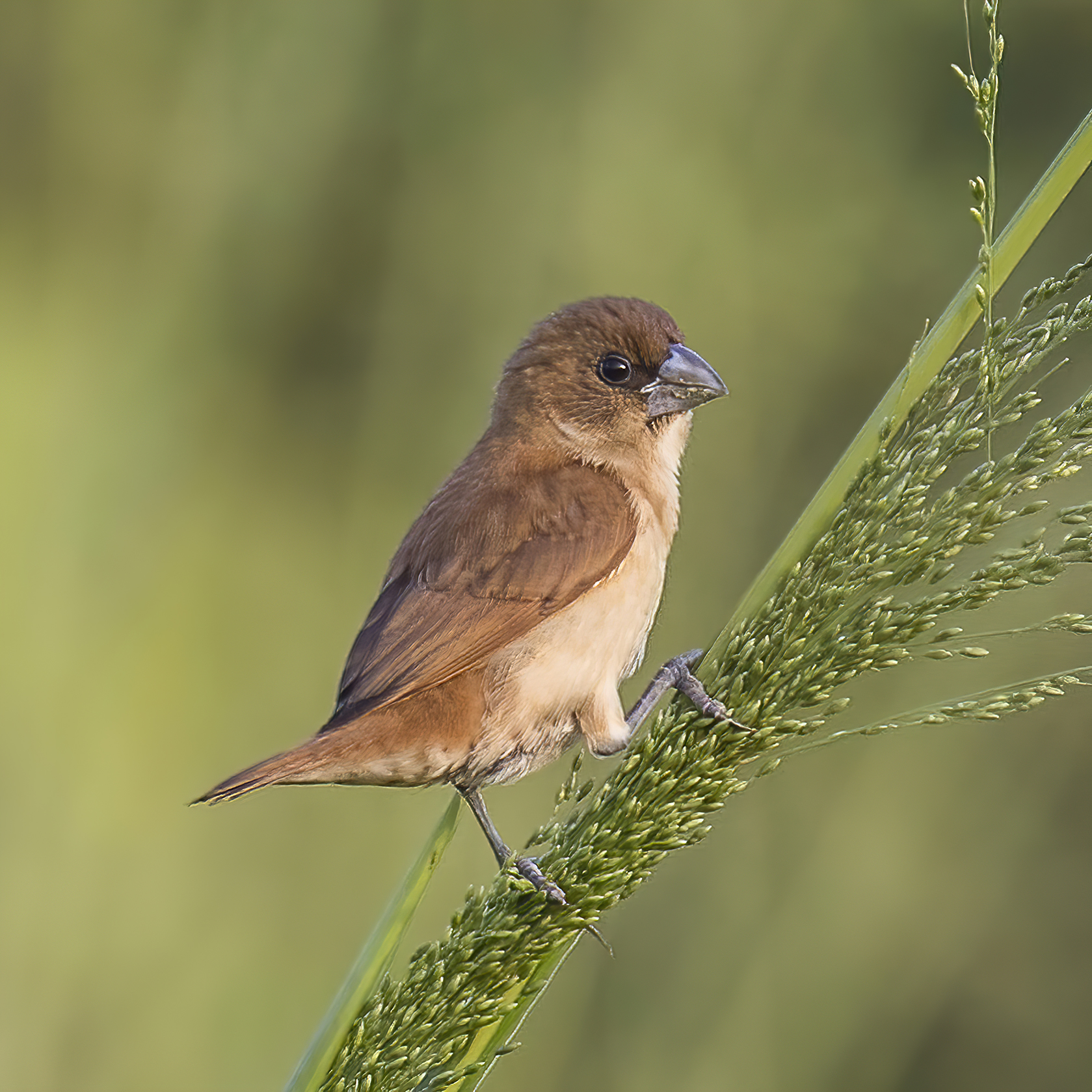
Малода іржаста мунія

Довжина птаха становить 10-12,5 см, розмах крил 5,2-5,8 см, довжина хвоста 4,3-4,5 г, вага 12-16 г.  Верхня частина тіла коричнева, голова темно-коричнева. Нижня частина тіла біла, поцяткована чорнувато-коричневим або чорним лускоподібним візерунком. Центральні стернові пері і верхні покривні пера хвоста охристі, решта стернових пер темно-коричневі з охристими краями. Очі червонувато-карі, дзьоб короткий, міцний, чорний, лапи сизі. Вокалізація включає різноманітні трелі і посвисти.
Виду не притаманний статевий диморфізм, хоча у самців горло і візерунок на нижній частині тіла можуть бути дещо більш темними, ніж у самиць. У молодих птахів верхня частина тіла коричнювато-охриста, нижня частина тіла світло-охриста, темні плями на ній відсутні. Линька у них відбувається у віці 6-8 місяців і може тривати до 5 місяців. 

## Підвиди
Виділяють одинадцять підвидів:
- L. p. punctulata (Linnaeus, 1758) — північ Пакистану, Індія (за винятком північного сходу), Непал, Шрі-Ланка;
- L. p. subundulata (Godwin-Austen, 1874) — Бутан, Північно-Східна Індія, Бангладеш і західна М'янма;
- L. p. yunnanensis Parkes, 1958 — південно-східний Тибет, південний Сичуань, Юньнань, північна М'янма;
- L. p. topela (Swinhoe, 1863) — південна М'янма, Таїланд, південно-східний Китай, Тайвань, Хайнань, Індокитай;
- L. p. cabanisi (Sharpe, 1890) — Філіппіни, північний Калімантан (узбережжя західного Сабаха і Брунея);
- L. p. fretensis (Kloss, 1931) — південь Малайського півострова, Суматра і сусідні острови, зокрема Ніас;
- L. p. nisoria (Temminck, 1830) — південний і західний Калімантан, Ява, Балі і західні Малі Зондські острови (Ломбок, Сумбава);
- L. p. sumbae Mayr, 1944 — Сумба;
- L. p. blasii (Stresemann, 1912) — центральні і східні Малі Зондські острови (від Флореса до Тимора), південні Молуккські острови (острови Танімбар);
- L. p. baweana Hoogerwerf, 1963 — острів Бавеан (на північ від Яви);

## Поширення і екологія
Іржасті мунії мешкають в Пакистані, Індії, Непалі, Бутані, Бангладеш, М'янмі, Китаї, Таїланді, Лаосі, В'єтнамі, Камбоджі, Малайзії, Індонезії, Брунеї, Східному Тиморі, на Шрі-Ланці, Тайвані і Філіппінах, спостерігалися в Афганістані. Також вони були інтродуковані в різних частинах світу, зокрема на сході Австралії, на Маврикії і Реюньйоні, на острові Гаїті, на Ямайці, Кубі і Пуерто-Рико, на Сейшельських і Каролінських островах, на островах Рюкю (Японія), на Гаваях, локально на півдні Флориди і в Каліфорнії. Іржасті мунії живуть в різноманітних природних середовищ, віддають перевагу відкритим, порослим травою місцевостям поблизу води, трапляться на плантаціях і в садах, на рисових полях, поблизу людських поселень. Зазвичай вони зустрічаються на рівнинах, однак в передгір'ях Гімалаїв зустрічаються на висоті 2500 м над рівнем моря, а в горах Нілґірі на висоті до 2100 м над рівнем моря.

## Поведінка
Іржасті мунії є дуже соціальними птахами, зазвичай вони зустрічаються невеликими зграйками, однак іноді можуть утворювати зграї до сотні птахів . Вони живляться переважно насінням трав, іноді також дрібними ягодами і комахами. Початок сезону розмноження різниться в залежності від регіону, однак пік гніздування зазвичай припадає на сезон мусонних дощів. В Гімалаях на великій висоті птахи гніздяться переважно у серпні та вересні, на східному узбережжі Австралії майже протягом всього року.
Іржасті мунії гніздяться колоніями. Їхні гнізда мають куполоподібну форму з бічним входом, робляться з переплетених травинок і листя бамбука та інших рослин, розміщуються  на дереві, майже впритул одне до одного. В Індії іржасті мунії зазвичай гніздяться на деревах Zanthoxylum asiaticum, Gymnosporia montana і Senegalia chundra. В кладці від 4 до 6, іноді до 10 яєць. Інкубаційний період триває 10-16 днів. І самиці, і самці будують гніздо, насиджують кладку і доглядають за пташенятами. Пташенята покидають гніздо через 21-25 днів після вилуплення, однак батьки продовжують піклуватися про них ще деякий час.